# شهرک صنعتی ورزقان
شهرک صنعتی ورزقان یکی از شهرک‌های صنعتی استان آذربایجان شرقی است که در ۵ کیلومتری شهر ورزقان واقع شده‌است.